# Fragneto Monforte
Fragneto Monforte es una ciudad de 1.912 habitantes en la provincia de Benevento, a unos 17 km de su capital.

## Geografía
Enclavado en los valles de Telesina, en la orilla derecha de Tammaro. Tiene una superficie agrícola utilizada (año 2000) en hectáreas de 1438.57. Productos: cereales, aceite, vino y frutas y pastos.

### Fuente
-  Datos Cámara de Comercio de Benevento: mayo de 2007.

## Historia

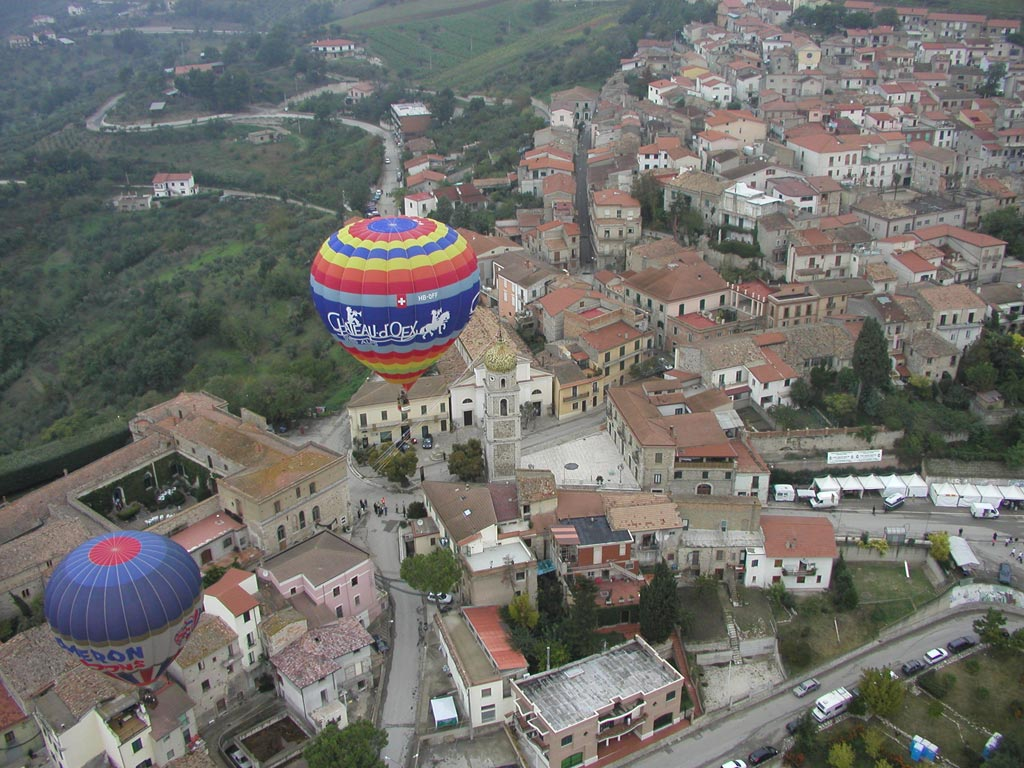
Fragneto Monforte: Vista aérea

Fragneto Monforte, por su excelente situación geográfica (entre los valles de Telesina y el antiguo "camino para Puglia"), ocupó un importante papel estratégico para los diferentes pueblos que la habitaron: romanos primero, godos, bizantinos, sarracenos y más tarde por los lombardos y los normandos.. 
El nombre de "Fragneto" se debe a FARA de GNITO, "la familia -o grupo- de Gnito", guerrero que, en 571, después de la conquista de Benevento por los lombardos, se estableció en este lugar e hizo "un pueblo fortificado por muros y torres." El sufijo Monforte se deriva de uno de sus primeros subarrendatarios, Bartolomé de Monteforte.
Entre 891 y 894 dC, tras la expulsión de los bizantinos del Benevento, grupos de comerciantes y artesanos muy cualificados y expertos, asentados en Fragneto, hicieron floreciente e importante el pequeño pueblo. Alrededor del año 1000 se ha fechado el origen del Palacio Ducal, llamado "Feudo de los Lombardos". En 1113 fue el señor del castillo fue Rodolfo Pinello Condado Ariano, que realzó con innumerables obras, el prestigio y la riqueza del feudo. En 1138 el castillo fue saqueado y luego quemado por Roger II, tras la reconstrucción se vende por Carlos I de Anjou a Frangipane. 
Posteriormente en 1350, la aldea de Fragneto junto con el castillo, pasó a formar parte del patrimonio beneventano y adoptó el nombre de "Castrum Fragneti Montisfortis". Desde entonces, como demuestran diversas fuentes históricas, el feudo fue el escenario de las empresas militares en contienda entre Alfonso V de Aragón y los agevinos. 
El terremoto de 1456 destruyó gran parte del Castillo y la vecina aldea, que en un breve espacio de tiempo y gracias a la gran laboriosidad de los habitantes, lo reconstruyeron. En el siglo XVI, a raíz de la distribución de tierras a familias nobles, el feudo de Fragneto se concedió en 1528 al teniente vicereale Don Ferrante Montalto, que siguió siendo el feudo de esta familia, con el título de Ducado hasta la abolición de la feudalidad. Hoy el castillo ducal testimonia un pasado glorioso y agitado. El visitante, caminando entre el patio interior, paredes y la fachada con sus torres, vive de nuevo, aunque por un breve espacio de tiempo, la atmósfera y la realidad de aquella Edad Media.

## Patrimonio Histórico y Artístico
Los principales monumentos de Fragneto son: 

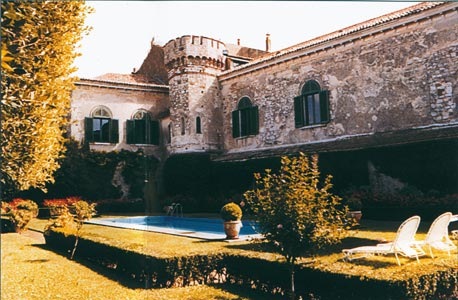
Palacio Ducal.

- Palacio Ducal, casa de familia Montalto, con más de 400 años y elegantemente restaurada. Hoy en día es un lugar de lujo para eventos especiales como conferencias, fiestas y bodas.
- Iglesia parroquial de la SS y Nicola Rocco, que fue destruida por el terremoto de 1688 y reconstruida en el siglo siguiente. En la iglesia se encuentra la reliquia de Santa Faustina, mártir durante el dominio del emperador Diocleciano, que data del siglo III. Esta iglesia ocupa el lugar de los antiguos Iglesia de Santa Croce, completamente destruido por el mismo terremoto y cuya restauración ha sido realizado recientemente. El campanario construido entre XVII-XVIII, sino que está separada de la iglesia al lugar en la plaza principal.
- Tiglio, el árbol símbolo del pueblo, se levanta en la plaza principal. Se remonta a finales de siglo XVI.

## Demografía
| Gráfica de evolución demográfica de Fragneto Monforte entre 1861 y 2001 |
|                                                                         |
| Fuente ISTAT - elaboración gráfica de Wikipedia                         |